# 凯茜·弗格森
凯茜·弗格森（英語：Cathy Ferguson，1948年7月22日—），美国女子游泳运动员。她曾代表美国参加1964年夏季奥林匹克运动会游泳比赛，获得女子100米仰泳和女子4×100米混合泳接力金牌。